# Melchior Khlesl

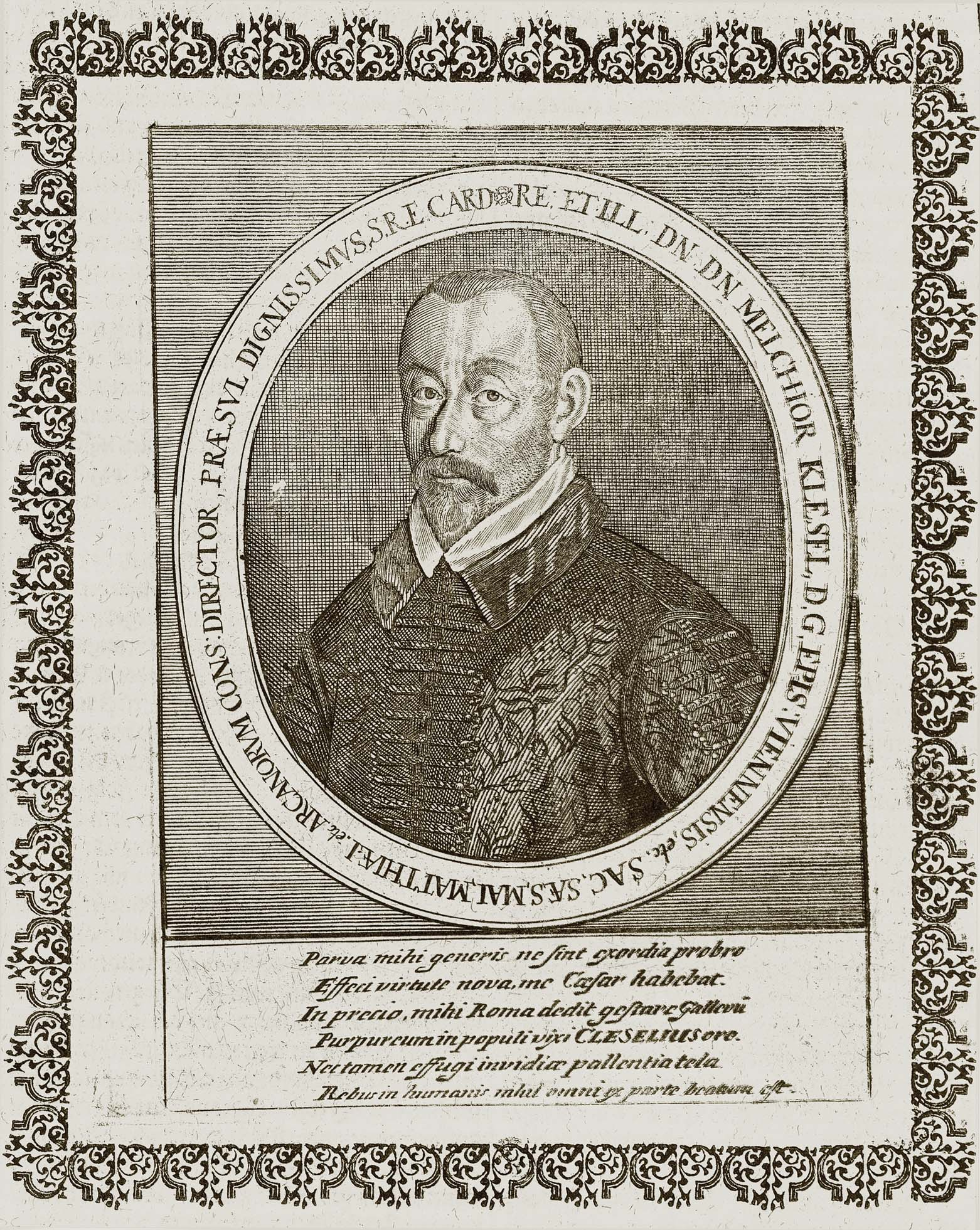
Kupferstich mit dem Porträt Melchior Khlesls aus dem Werk Theatrum Europaeum von 1662

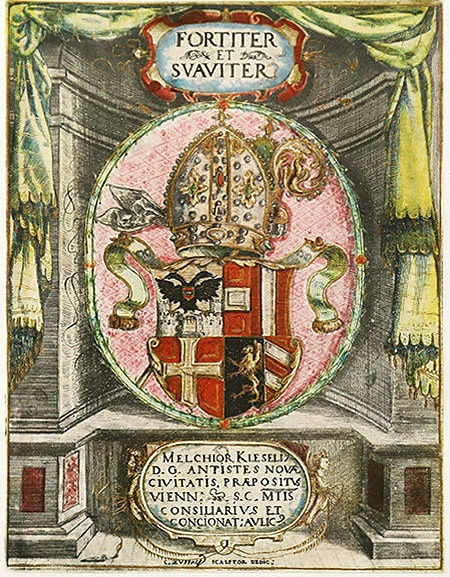
Wappen als Bischof von Wiener Neustadt

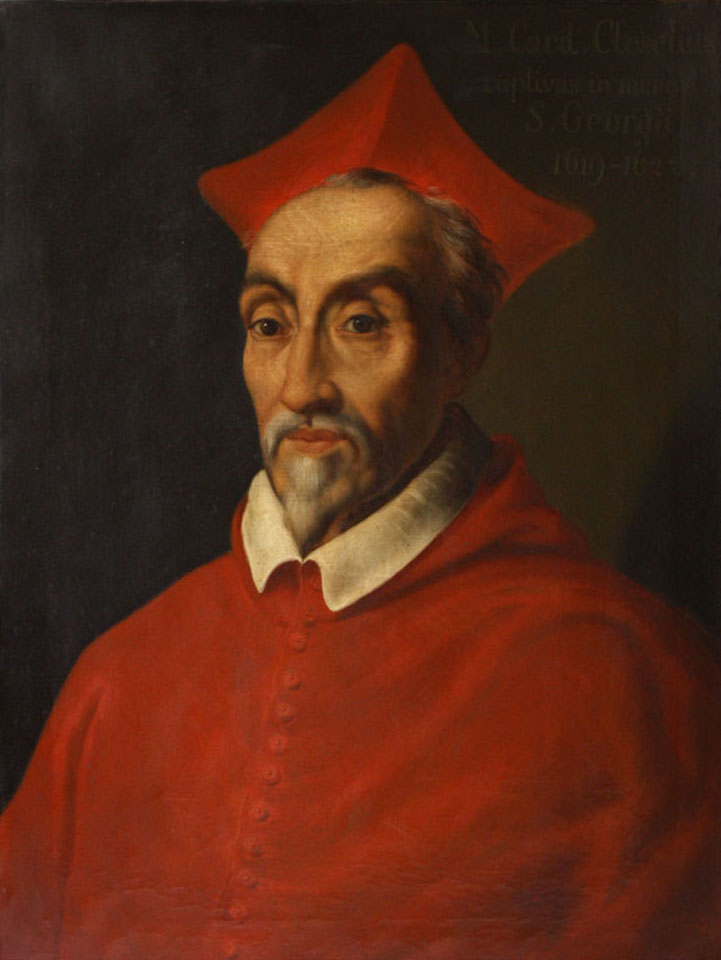
Melchior Klesl als Kardinal (nach 1615; Porträt in Öl)

Melchior Khlesl, auch Klesl und Klesel (* 19. Februar 1552 in Wien; † 18. September 1630 in Wiener Neustadt) war Bischof von Wien von 1602 bis 1630, Verwalter des Bistums Wiener Neustadt von 1588 bis 1630, regierender Minister des Kaisers Matthias und Friedenspolitiker vor dem Dreißigjährigen Krieg.

## Leben
Melchior Khlesl war der Sohn eines Bäckers und wuchs als Protestant auf. Wohl 1569 konvertierte er – beeindruckt von den Jesuiten in Wien – zum katholischen Glauben. 1570 schrieb er sich an der philosophischen Fakultät der Universität ein. 1574 trat er in das päpstliche Alumnat in Wien ein, um Priester zu werden. Auf Betreiben des Kaisers Rudolf II., der sich den vielversprechenden Alumnus Khlesl für seine Pläne in Niederösterreich sichern wollte, bekam Khlesl 1579 die Stelle des Dompropstes von St. Stephan in Wien und empfing die Priesterweihe. Der Kaiser und seine Berater setzten den Fürstbischof des Bistums Passau, Urban von Trennbach, unter Druck, damit er Khlesl zu seinem Offizial in Wien macht und eine Reform des Klerus ermöglicht. Trennbach ernannte Khlesl 1580 zu seinem Offizial für Niederösterreich und 1581 zu seinem Generalvikar. Seine Aufgabe war, den verlotterten oder protestantischen Klerus des Bistums und des Landesherrn in die römisch-katholische Pflicht zu nehmen. Als Dompropst und damit Kanzler der Universität bemühte sich Khlesl, im Auftrag des Kaisers den römisch-katholischen Glauben für Professoren und Studenten verpflichtend zu machen. Als Offizial bekam er von Rudolf II. die Aufgabe, die landesherrlichen Städte und Märkte Niederösterreichs zu katholisieren. Diese Kampagne, die „Religionsreformation“, erlebte ihren Höhepunkt in den Jahren 1585 bis 1588. Wegen seines moderaten Vorgehens stand er mit Jesuiten wie Georg Scherer in ständiger Rivalität bis hin zum offenen Streit. Um die Wogen zu glätten, behauptete Khlesl zeitweise, Scherer habe ihn bekehrt. 1588 ernannte ihn der Kaiser zum Administrator des Bistums Wiener Neustadt. Da Stützen der „Religionsreformation“ am Wiener Hof wie Leonhard IV. von Harrach und Adam von Dietrichstein am Kaiserhof in Prag, sowie Gubernator Erzherzog Ernst mit dem Ende der Dekade ganz oder zunehmend wegfielen, fehlte der „Religionsreformation“ mehr und mehr die Unterstützung gegen die Feinde in der Wiener Regierung. Rudolf II. versuchte, die Kampagne durch ein Machtwort zu retten. Doch der Widerstand besonders seitens Kanzler Wolfgang Unverzagt, der in der Wiener Regierung des neuen Wiener Gubernators Erzherzog Matthias als allmächtig galt, war zu groß. Gegen Unverzagts Vorschlag, Khlesl zum Bischof des maroden Zwergbistums Wien zu machen und ihm so den Wind aus den Segeln zu nehmen, konnten auch Khlesls Unterstützer am Kaiserhof, Oberstkämmerer Wolf Rumpf und Obersthofmarschall Paul Sixt III. von Trautson, nichts ausrichten. Khlesl bemühte sich, eine einflussreiche Stelle um den Gubernator Matthias zu ergattern. Doch er scheiterte. 1598 gab Erzherzog Maximilian III., der seinen Bruder auf dem ungarischen Reichstag vertrat, von Pressburg aus Khlesls Nominierung zum Bischof von Wien bekannt. Nach einem von Khlesl provozierten Eklat wurde die Nominierung zurückgezogen. Nachdem Khlesls Forderungen, das Bistum finanziell besserzustellen erfüllt waren, wurde er im Januar 1602 als nominierter Bischof installiert. Die Bischofsweihe erhielt er am 30. März 1614 im Stift Kremsmünster von Placido de Marra, Bischof von Melfi, Nuntius am Kaiserhof.
Der beginnende Bruderzwist und die Ambitionen des Erzherzogs Matthias, die Nachfolge Rudolfs II. anzutreten, boten Khlesl neue Möglichkeiten, in Wien an Einfluss zu gewinnen. Er bemühte sich über sieben Jahre um das Einverständnis der Herzöge von Bayern zu einer Heirat von Prinzessin Magdalena mit Erzherzog Matthias. Letztlich scheiterte das Vorhaben an Magdalena selbst. Seit 1605, infolge des Aufstandes von Stefan Bocskai, praktizierten Kaiser und Gubernator einen moderaten Kurs gegenüber der protestantischen Ständeopposition. Khlesl konnte sich seit Beginn 1606 als Gegner von Zugeständnissen im Umfeld von Matthias in Stellung bringen. 
Im Frühjahr 1609 stieg Khlesl zum Minister des Matthias auf. Er befand sich über Jahre in einem Kampf mit Fürst Liechtenstein um die Position des dominierenden Beraters in Wien; 1611 gab sich Liechtenstein in dieser Angelegenheit geschlagen. Khlesls Konflikt mit dem Kaiser und die politische wie auch wirtschaftliche Schwäche von König Matthias ließen den Bischof zunehmend konzilianter gegenüber den Protestanten werden. Er setzte sich dafür ein, dass Matthias der künftige Kaiser wird. Dafür brauchte er die protestantischen Kurfürsten. 
Der Friedensvertrag von Wien mit dem Osmanischen Reich im Jahr 1615 dürfte sein größter politischer Erfolg sein. Seine Versuche, die konfessionellen Lager im Römisch-Deutschen Reich zu vergleichen, scheiterten. Seine Anläufe zu einer Reform des Finanzwesens und Auflösung von katholischer Liga und protestantischer Union zugunsten einer Kaiserpartei trafen auf zu viel Widerstand. 
Khlesls Politik in der Herrschernachfolge legte Maximilian III. als subversive Verhinderungstaktik aus. Gegen die Anfeindungen aus dem katholischen Lager und dem Haus Österreich sollte die Erhebung Khlesls zum Kardinal helfen. Am 2. Dezember 1615 erhob Papst Paul V. Melchior Khlesl in pectore zum Kardinal, was im Konsistorium am 11. April 1616 öffentlich gemacht wurde. Er erhielt als Titelkirche Santa Maria degli Angeli zugewiesen, 1623 wechselte er zur Titelkirche San Silvestro in Capite. Maximilian III. schmiedete bereits 1616 Mordpläne gegen Khlesl, wurde jedoch von seinem Vetter Ferdinand gebremst. 
Khlesls Ende als Minister brachte der Aufstand in Böhmen. Er favorisierte eine zurückhaltende Antwort, weil dem Kaiser das Geld für eine durchschlagende militärische Antwort fehlte und aus Madrid keine Unterstützungszusagen kamen. Am 20. Juli 1618 ließen Maximilian III., Ferdinand II., inzwischen König von Böhmen und Ungarn, zusammen mit dem spanischen Botschafter Íñigo Vélez de Guevara, Conde de Oñate den Minister gefangen nehmen und nach Tirol bringen. Der Papst schickte den Sondergesandten Fabrizio Verospi, um in Sachen Khlesl und seiner Verhaftung zu ermitteln. Verospi drängte im Namen des Papstes auf kirchliche Gefangenschaft des Kardinals. Nach Aufenthalt in Schloss Ambras und in der Innsbrucker Hofburg wurde er 1619 in das Kloster St. Georgenberg überstellt, wo er in kirchlichem Gewahrsam aber unter Aufsicht der Regierung in Innsbruck gefangen gehalten wurde. Dank päpstlicher Diplomatie, insbesondere des Kardinalnepoten Ludovico Ludovisi, konnte Khlesl am 23. Oktober 1622 nach Rom, in die Engelsburg, überführt werden. 
Am 18. Juni 1623 entließ ihn Papst Gregor XV. aus der Haft. In Rom betrieb Kardinal Khlesl Politik zugunsten seiner früheren Feinde Maximilian I. von Bayern und Johann Schweikhard von Cronberg, Kurfürsten von Mainz, was man ihm in Wien als Rache am Kaiser auslegte. Um Khlesl aus Rom zu entfernen, nahm Kaiser Ferdinand II. eine umfassende, auch wirtschaftliche Satisfaktion Khlesls hin. Papst Urban VIII. sprach Khlesl von jeder Schuld frei und im Herbst 1626 konnte er Rom verlassen. Am 25. Januar 1628 zog Kardinal Khlesl im Wiener Stephansdom ein und konnte sein Bischofsamt wieder aufnehmen. Obwohl das katholische Lager im Römisch-Deutschen Reich auf der Siegesstraße schien und Ferdinand II. unter dem Einfluss seines jesuitischen Beichtvaters Wilhelm Lamormaini die Erfolge auf den Schlachtfeldern für ein größtmögliches Zurückdrängen des Protestantismus nutzen wollte, blieb Khlesl bei seiner Haltung, der Krieg sei nicht zu gewinnen und dem Kaiser wie auch der römisch-katholischen Kirche sei mit Augenmaß mehr geholfen.

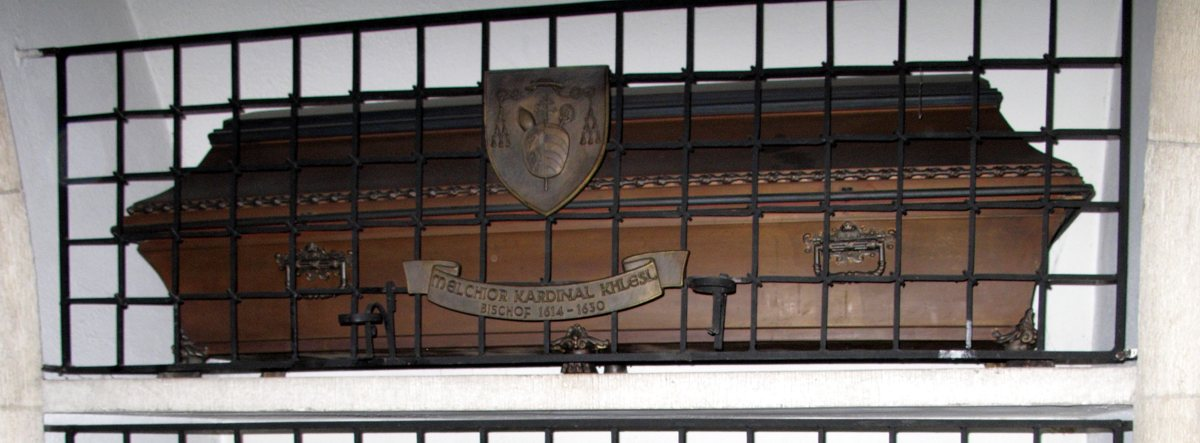
Sarkophag Kardinal Khlesls in der Bischofsgruft des Wiener Stephansdoms

Khlesl ist in der Bischofsgruft des Wiener Stephansdoms begraben, sein Herz wurde getrennt bestattet und liegt im Dom von Wiener Neustadt.

## Würdigung
Der Khleslplatz in Altmannsdorf im 12. Wiener Gemeindebezirk ist nach ihm benannt, weil er auf seinen Reisen zwischen Wien und Wiener Neustadt gerne im Wirtschaftshof der Augustiner-Eremiten am heutigen Khleslplatz Rast machte. In Wiener Neustadt ist neben dem Domplatz eine kleine Gasse und in München eine Straße nach ihm benannt.

## Trivia
Ein seinerzeit beliebter protestantischer Scherz knüpfte an den Namen des Kardinals an (in der Schreibung Clesel):

„Das Räthsel. – Kardinal Clesel nahm an der Tafel des Churfürsten von Sachsen den Professor Taubmann sehr mit. Dieser, um sich für die unverdiente Kränkung zu rächen, fragte den Kardinal, wie man 150 Esel mit einem Worte schreiben könne? Nach der Erklärung des Kardinals, daß er es nicht wisse, schrieb Taubmann zum allgemeinen Gelächter auf den Tisch: CLesel.“